# کمبود ترانس کوبالامین دو
کمبود ترانس کوبالامین دو نوعی اختلال متابولیک مادرزادی است.

## علائم بالینی
- زمان تولد، دوره نوزادی: طبیعی.
- دوران شیرخوارگی و کودکی: کاهش همه رده‌های سلولهای خونی (پان سیتوپنی) و ابتلا به عفونتهای راجعه، تاخیر تکاملی و اختلال رشد.

## نقص بیوشیمی
کمبود ترانس کوبالامین دو.

## توارث ژنتیکی
اتوزوم مغلوب.

## میزان بروز
نامعلوم.

## روش تشخیص
- خون: کم خونی مگالوبلاستیک، کاهش نوتروفیلها و پلاکتها.
- اسیدهای آلی ادرار: اسید متیل مالونیک طبیعی یا بالا.
- پلاسما: هموسیستئین کل طبیعی یا بالا، ترانس کوبالامین دو بسیار پائین.
- ادرار: هموسیستئین طبیعی یا بالا.

## درمان
درمان اولیه تجویزهیدروکسی کوبالامین (سیانوکوبالامین) یک میلی گرم عضلانی روزانه بمدت دو هفته است. درمان طولانی مدت تجویز یک میلی گرم از آن به صورت عضلانی به مدت یک تا سه ماه هست. سپس درمان بایستی تا آخر عمر ادامه یابد.

## آزمون تشخیص قبل از تولد
ندارد.